# Lanciatore di rilievo

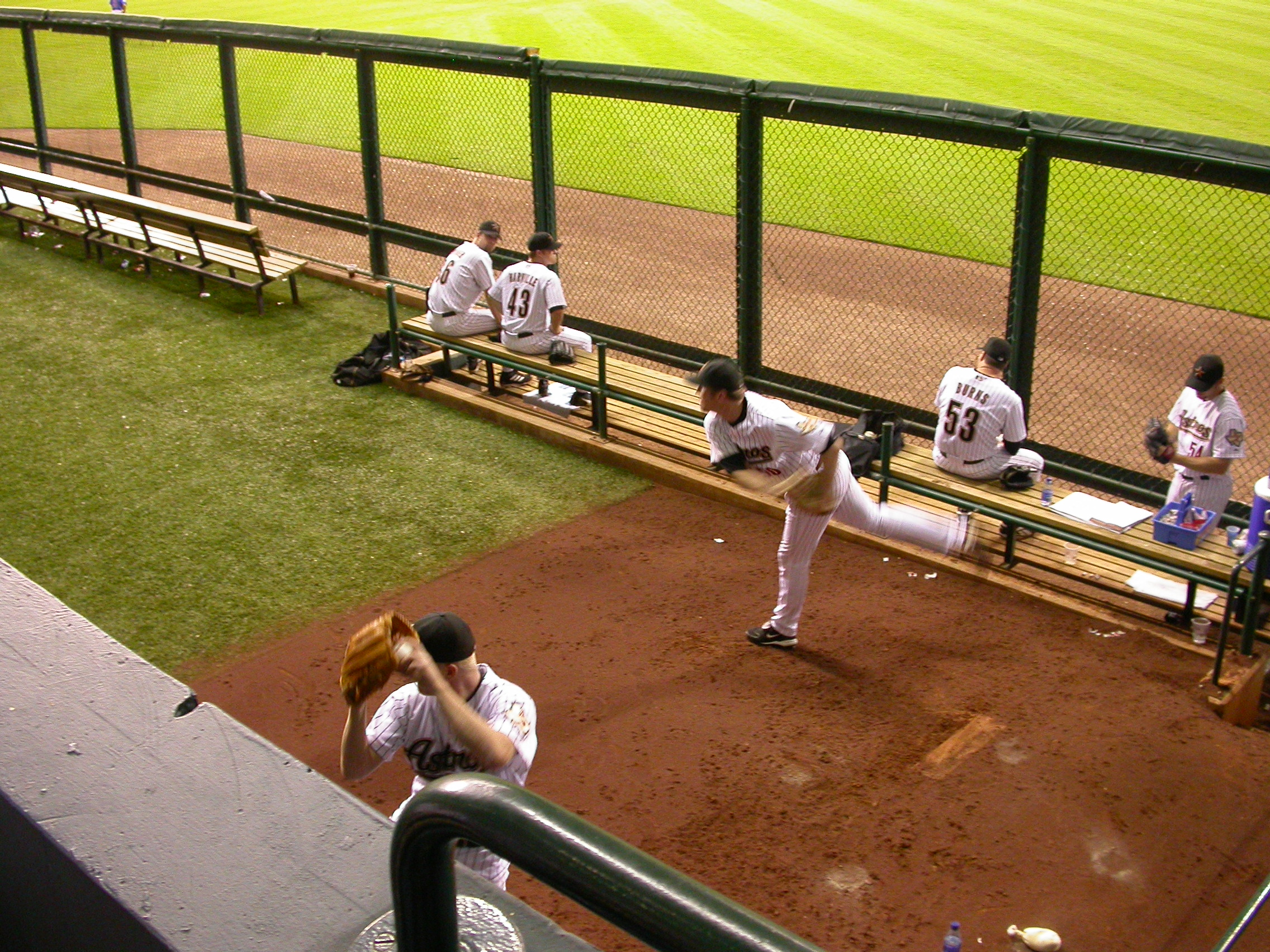
Lanciatori di rilievo degli Houston Astros durante un riscaldamento

Il lanciatore di rilievo è un ruolo del baseball e del softball, ricoperto dal giocatore che subentra al lanciatore partente quando questi è giudicato dal suo manager troppo stanco per continuare la partita, o quando i suoi lanci sono diventati inefficaci contro gli avversari. Con la specializzazione dei ruoli, il lanciatore di rilievo viene sempre più utilizzato anche per brevi parti di partita, soprattutto i cosiddetti "closer", chiamati a chiudere la partita magari eliminando un solo battitore avversario.

## Varie tipologie di lanciatori di rilievo

### Il rilievo lungo
Il rilievo lungo (Long reliever) può entrare in campo già nel corso del primo inning, qualora il lanciatore partente abbia manifestato particolari difficoltà, di ordine fisico o di concentrazione, magari per aver già concesso molte battute e punti agli avversari. Questo tipo di lanciatore ha tutte le caratteristiche per essere considerato un partente, ed è in genere il primo ad entrare nella rotazione dei lanciatori che iniziano la partita quando uno dei titolari subisce un calo fisico nel corso della stagione.

### Il rilievo medio
Il rilievo medio (Middle reliever) interviene in genere negli inning dal quinto al settimo, quando il lanciatore partente è stato efficace fino a quel punto della partita, ma il manager ritiene che non sia in grado di chiudere la partita. Il rilievo medio deve garantire due o tre inning di controllo della partita, prima che il closer porti a casa il risultato. Occorre precisare che il lanciatore di rilievo non è assimilabile ad una riserva del partente, ma ha caratteristiche che lo configurano come ruolo autonomo. In primo luogo occorre un profilo psicologico piuttosto solido, perché il rilievo è spesso chiamato in causa in momenti critici della partita, quando il sangue freddo è assolutamente necessario. Per lo stesso motivo, dal punto di vista tecnico, è richiesto anche un ottimo controllo dei lanci.

### Ilcloser
La specializzazione sempre maggiore dei ruoli ha creato la figura molto specifica del "closer", il lanciatore che entra in campo in genere nell'ultimo inning, spesso quando la situazione di punteggio è molto equilibrata, per preservare la vittoria della propria squadra, ottenendo la cosiddetta salvezza. I closer sono in grado di lanciare con grande efficacia per il poco tempo in cui sono chiamati in campo (si può stimare in una ventina di lanci il contributo che sono chiamati a produrre), ottenendo spesso un elevato numero di strikeout.

### Ilsetup
Il setup ha un ruolo molto specifico nell'ambito della partita, infatti è chiamato a lanciare nell'ottavo inning, preparando il campo per il closer che subentrerà nel nono inning. Per valutare la validità di un setup, dal 1986 è stata creata la voce statistica denominata "hold", che viene attribuita al lanciatore che entra in campo con la propria squadra in vantaggio, ottiene almeno un'eliminazione, ma non la salvezza.

### Lo specialista mancino
Lo specialista mancino (Lefty specialist) è il ruolo più specialistico tra i rilievi: viene chiamato in campo per affrontare un battitore mancino, che, essendo abituato a battere contro lanciatori destri, si trova in difficoltà con la traiettoria della palla rovesciata rispetto a quella solita. I lanci dei mancini, infatti, hanno una traiettoria che per un battitore destro è "a uscire", e quindi facilmente leggibile, mentre per un battitore mancino diventa particolarmente insidiosa, perché molto interna. Un'altra caratteristica positiva del lanciatore mancino, non necessariamente un rilievo, è quella di lanciare avendo di fronte la prima base e ciò rende senza dubbio più difficile l'avanzamento in seconda. Visto l'utilizzo limitato che viene loro richiesto, la carriera di un rilievo specialista mancino può durare molto a lungo: Jesse Orosco, uno specialista, chiuse la carriera a 46 anni.

## Il premio al rilievo dell'anno

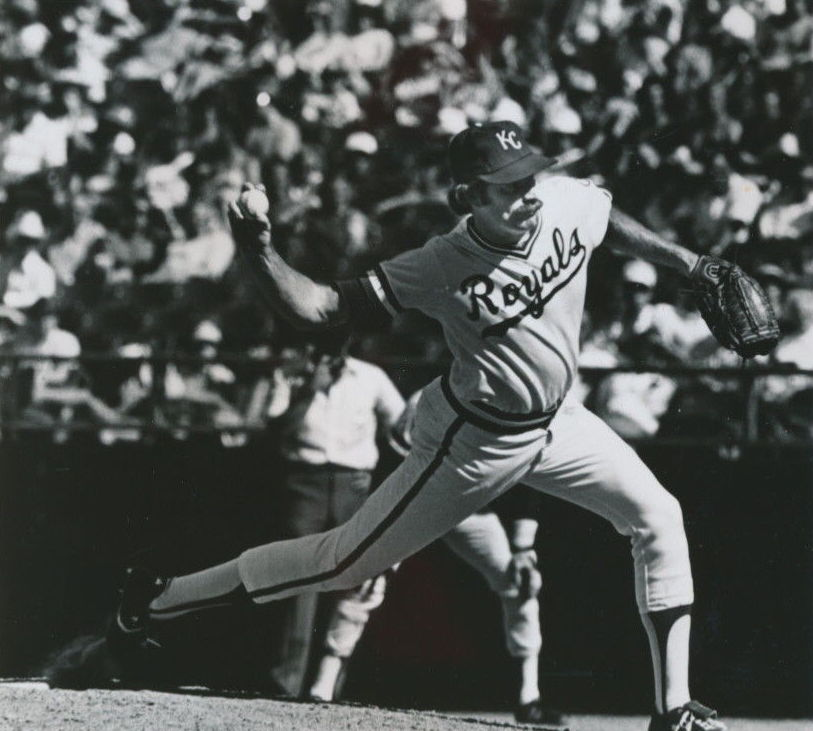
Dan Quisenberry, vincitore per cinque volte del premio Rookie of the Year

Il Rolaids Relief Man of the Year Award premia dal 1976 il miglior rilievo delle due leghe della Major League Baseball. Mentre il Cy Young Award, attribuito ai migliori lanciatori in assoluto delle due leghe viene attribuito a seguito di una votazione, il Rolaids utilizza un particolare sistema di punteggi per stabilire il miglior rilievo dell'anno. Una vittoria vale 2 punti, una salvezza 3 punti, una sconfitta -2. Una "salvezza difficile", ottenuta cioè con il punto del pareggio avversario già in base, vale 4 punti, un'opportunità di salvezza sprecata ("blown save"), -2 punti. Dan Quisenberry ha vinto il premio per 5 volte, Rollie Fingers, Bruce Sutter e Mariano Rivera 4 volte.